# Liste von Fahrradherstellern
Der jeweilige Zukaufanteil von fremdgefertigt bezogenen Teilen ist von Fahrradhersteller zu Fahrradhersteller unterschiedlich umfangreich: Spätestens seit Ende des 20sten Jahrhunderts sind auch im Bereich der Herstellung von Fahrrädern auf Grund der Gegebenheiten der vielfältigen globalen Arbeitsteilung oft deutliche Unterschiede in der jeweiligen Fertigungstiefe vorhanden. Hinzu kommt, dass auch oft deutliche Unterschiede in den jeweiligen Fertigungstiefen zwischen konventionellen Fahrrädern gegenüber technisch aufwändigeren E-Bikes bzw. Pedelecs vorhanden sind. Im Jahr 2023 wurden dabei in Deutschland erstmals mehr Elektrofahrräder bzw. E-Bikes verkauft als Fahrräder ohne Tretunterstützung und dieser Trend hält nun auch in den Folgejahren weiter an, wie es insbesondere der deutsche Zweirad-Industrie-Verband (ZIV), der nach eigenen Angaben rund 90 % der deutschen Fahrradhersteller vertritt, mitteilt.
Traditionelle Herstellerländer für Fahrräder und Fahrradkomponenten waren in den Anfangsjahren des Fahrradbaus Deutschland, Frankreich, Italien und Großbritannien. Dies hat sich im Laufe des 20sten Jahrhunderts jedoch deutlich verändert und die überwiegende Produktion von Fahrrädern findet bereits seit längerem in Asien statt, wobei dort gleichzeitig auch der volumenmäßig größte Absatzmarkt für Fahrräder entstanden ist. Durch das verstärkte E-Bike-Geschäft haben aber z. B. die deutschen Fahrradhersteller und deutschen Hersteller von Fahrradtechnik inklusive der Hersteller von Fahrradelektoantriebssystemen wieder etwas stärker an Marktpräsenz bzw. Bedeutung gewonnen.

## Entwicklung
Fahrräder aus Rohren des italienischen Herstellers Columbus oder des englischen Herstellers Reynolds galten traditionell als hochwertige Fahrräder. Seit den 1970er-Jahren haben sich in südostasiatischen und seit den 1990er Jahren auch osteuropäischen Staaten neue Schwerpunkte der Fahrradherstellung entwickelt. Seit den 2000er Jahren lassen europäische und nordamerikanische Markenhersteller ihre Modelle teilweise oder vollständig in ostasiatischen und osteuropäischen Staaten von Erstausrüstern herstellen. Außerdem gibt es inzwischen vor allem taiwanische, chinesische und zunehmend auch osteuropäische Markenhersteller. Rahmen aus den obengenannten Stahlrohren sind heute überwiegend teure Spezialanfertigungen in Handarbeit und spielen am Gesamtmarkt eine geringe Rolle.

## Große, international präsente Fahrradhersteller
Zu den weltweit größten Herstellern gehören heute Trek aus den USA, Giant aus Taiwan und Hero Cycles aus Indien. Alle beanspruchen für sich den Titel des größten Fahrradherstellers der Welt, dies kann jedoch nicht definitiv festgelegt werden. Trek arbeitet mit OEM-Partnern in Taiwan und China zusammen und produziert nur noch geringe Stückzahlen in seinem eigenen Werk.
Weitere bedeutende Hersteller sind die Accell Group aus dem niederländischen Heerenveen, die Cycleurope Group mit Sitz in Stockholm und die Dorel Industries in Kanada. Größter europäischer Hersteller ist die Pon Holdings aus dem niederländischen Almere, die Eigentümerin der deutschen Derby Cycle Werke ist und bei der die Fahrradproduktion nur eine Nischensparte darstellt. Indische Hersteller wie Atlas und Avon sind Marktführer in den Ländern Afrikas.
Nennenswerte Absatzzahlen sind in China, Indien und Vietnam bekannt, diese stammen von einer Vielzahl mittelgroßer Unternehmen, die jedoch nur für den nationalen Markt der Länder produzieren. In Europa und Nordamerika sind sehr viele Fahrradmarken beheimatet, deren Umsatz sich teilweise auf den jeweiligen nationalen Markt beschränkt. Diese Hersteller lassen ihre Räder fast ausschließlich in Asien von OEM-Partnern fertigen.

## Unternehmensgruppen mit Marken und Tochtergesellschaften
- Accell Group (NL): Babboe, Batavus, Koga, Raleigh-Gruppe (internat.), Winora (Ghost, Haibike, Sinus, Sparta, Staiger, XLC)
- AT Zweirad: Vélo de Ville (VdV)
- BBF: Checker Pig, Columbus, Panther
- Bico Zweirad Marketing: Cyclewolf, Falter, Morrison
- B.O.C. Versand: Bicycles, Bocas, Compel, Cuneo
- Bohle: Impac, Schwalbe (Bereifung)
- Fahrrad-XXL Group: Boomer. Bellini, Dancelli, Lakes, Living, Passat (Eigenmarke)
- Framework Mobility GmbH (seit[5] April 2024): Carver, Vilu
- H&S Bike Discount: Radon
- Hero Cycles Ltd.: HNF-Nicolai, Insync
- Hartje: Contoura, Victoria, eVictoria, Excelsior, Conway, Noxon, Tern, i:sy (bis 2021), QiO
- Kleinebenne: Patria
- LinkRadQuadrat: LIQBike
- Maxcycles: Feinwerk
- MIFA: BIRIA, Germatec, Grace, McKenzie, Steppenwolf, Votex
- MSA GmbH: Trenoli, Bionicon
- Pon (NL)
  - Derby Cycle: Cervélo, Focus, Gazelle, Kalkhoff, Kynast, Raleigh (GB), Rixe, Santa Cruz, Smart Urban Mobility (Urban Arrow), Union, Univega
  - Dorel Sports (USA): Cannondale, GT Bicycles, Mongoose, Schwinn
- Prophete/Cycle Union: Prophete keep moving, Kreidler, Rabeneick, vsf Fahrradmanufaktur (Verband selbstverwalteter Fahrradbetriebe)[6]
- Rose Versand: Rose, Red Bull (ehem.), Red-X (ehem.)
- Stadler: Bike Manufaktur, Dynamics, Hera, Exte, Triumph
- Schmitz Radsport Köln: Pistrada
- Stevens: Oxygen
- Trek: Bontrager, Diamant, Villiger, Electra
- Tout Terrain: Cinq
- ZEG (Zweirad-Einkaufsgenossenschaft): Bulls, FLYER, Hercules, Kettler[7], NSU, Pegasus, Wanderer, Yazoo, Zemo,
- Internetstores: Votec, Red Cycling Products, Serious
- Schalow & Kroh: Adore, KS Cycling

## Fahrradhersteller

### China
- Flying Pigeon

### Belgien
| - Belgica - Bercley - Claeys Flandria - Cowboy - Delin | - Eddy Merckx - Norta - Ridley - Achielle |

### Dänemark
- Christiania (Lastenräder)
- Larry vs Harry (Marke: Bullitt; Lastenräder)
- Nihola
- Principia
- PythonPro

### Deutschland

#### Ehemalige Fahrradhersteller
| Hersteller               | Anmerkungen |
| ------------------------ | --- |
| Act-Bikes                | Ehemaliger Fahrradhersteller aus Urbach in Baden-Württemberg. |
| Adler                    | Ehemaliges Fahrzeug- und Maschinenbauunternehmen mit Sitz in Frankfurt, welches Fahrräder, Motorräder und Automobile herstellte.                                                                            |
| Agent Bikes              | Ehemaliger Fahrradhersteller aus München. |
| Allright                 | Ehemaliger Hersteller von Fahrrädern, Motorrädern und Automobilen aus Köln. |
| Anker                    | Ehemaliger Hersteller von Fahrrädern, Kleinmotorrädern und Nähmaschinen mit Sitz in Bielefeld. |
| Attila                   | Ehemaliger Hersteller von Fahrrädern und Automobilen mit Sitz in Dresden. |
| Bauer                    | Ehemaliger Hersteller von Fahrrädern, gegründet im Jahr 1911, aufgelöst im Jahr 1968 nach Konkurs, mit Sitz in Frankfurt. Die Marke Bauer ist weiterhin existent und gehört der Panther International GmbH. |
| Biria                    | Ehemaliger Fahrradhersteller gegründet im Jahr 1982, insolvent im Jahr 2006 mit Sitz in Neukirch/Lausitz. Erfinder des Antiblockiersystems für Fahrräder.                                                   |
| Bismarck                 | Ehemaliger Hersteller von Fahrrädern und Motorrädern, gegründet im Jahr 1896, aufgelöst im Jahr 1956, mit Sitz in Radevormwald.                                                                             |
| Brennabor                | Ehemaliger Hersteller von Fahrrädern, Motorrädern und Automobilen, mit Sitz in Brandenburg an der Havel. |
| Eisenwerke Gaggenau      | Ehemaliger Hersteller von Automobilen und Fahrrädern mit Sitz in Gaggenau. |
| Express Werke            | Ehemaliger Hersteller von Fahrrädern, Motorrädern und Automobilen aus Neumarkt i.d.OPf. |
| Hammonia                 | Ehemaliger Hersteller von Fahrrädern, Automobilen und Nähmaschinen in Hamburg, gegründet 1894. |
| Speiermann, Weigel & Co. | ehemaliger Fahrradhersteller sowie Großhändler für Fahrräder und Motorräder und entsprechendes Zubehör in Chemnitz (1910–1950).                                                                             |

#### Fahrradhersteller (mit Anmerkungen)
| Hersteller        | Anmerkungen | Fahrradtypen |
| ----------------- | --- | --- |
| Akkurad           | Hersteller von Elektro-Leichtfahrzeugen und Fahrrädern mit Sitz in Schwäbisch Gmünd | Liegeräder, Behindertenräder, Elektro-Fahrräder und Velomobile                                                                                         |
| Alutech Cycles    | Fahrradhersteller, gegründet im Jahr 2001, mit Sitz in Ascheffel | Trail- und Mountainbikes |
| AnthroTech        | Hersteller von Liegerädern, gegründet 1995 mit Sitz in Eckental | Liegedreiräder, Liegerad-Tandems |
| Ave Hybrid Bikes  | Fahrradhersteller mit Sitz in Hüllhorst | Touringräder, Sporträder und Elektroräder |
| Bambuk            | Hersteller von Liegerad-Tandems mit Sitz in Bühl bei Baden-Baden. | Liegerad-Tandems u. a. mit Speziallösungen für Menschen mit Behinderungen.                                                                             |
| Barracuda Sports  | Hersteller von individuellen Fahrrädern nach Kundenwunsch. E-Bikes mit Brose-Motoren. Familiengeführtes Unternehmen, Fahrradsektor seit 1920.                                              | E-Bikes, Trekking-, City- und Rennräder |
| Bavaria           | Fahrradhersteller mit Sitz in Feldafing | Jugend-, Trekking- und Cityräder |
| Bergamont         | Fahrradhersteller, gegründet im Jahr 1993, mit Sitz in Hamburg. | Cross-, Trekking-, Kinderräder und E-Bikes. |
| Bernds            | Fahrradhersteller, gegründet 1991 in Detmold, sitzt seit 2014 in Überlingen | Falträder, Tandems und Lastenräder, Dreirad; durchwegs 20″-Räder                                                                                       |
| Bikespace         | Fahrradhersteller mit Sitz in Sennfeld | Kinder- und Jugendräder sowie Cross- und Trekkingräder                                                                                                 |
| Bionicon          | Fahrradhersteller, gegründet 2002, Sitz in Rottach-Egern, Erfinder der pneumatischen Geometrieverstellung für Mountainbikes                                                                | Mountainbikes |
| Böttcher          | Fahrradhersteller, gegründet im Jahr 1907, mit Sitz in Heide/Wesseln | Hollandräder, Mountainbikes, Kinder- und Jugendfahrräder, E-Bikes, Pedelecs sowie Trekkingräder                                                        |
| Brenner Cycles    | Fahrradhersteller, gegründet 2015, Sitz in Regensburg | |
| Brothers Bikes    | Hersteller von Fahrrädern individuell nach Kundenwunsch, gegründet im Jahr 2004, mit Sitz in Wackersdorf                                                                                   | Rennräder und Mountainbikes |
| C 14              | Fahrradhersteller mit Sitz in Osnabrück | Cross-, Rennräder, Mountainbikes |
| Campus            | Fahrradhersteller mit Sitz in Forst | Trekking- und Crossräder sowie E-Bikes |
| Canyon Bicycles   | Fahrradhersteller, gegründet 2002, Sitz in Koblenz | Rennräder, Mountainbikes und Triathlonräder |
| Carver            | Fahrradhersteller mit Sitz in Frankfurt | E-Trekking, E-MTB, S-SUV, MTB, Gravel, Trekking |
| Ccr               | Fahrradhersteller mit Sitz in Haan | Renn- und Triathlonräder |
| Centurion         | Fahrradhersteller, gegründet 1976, mit Sitz in Magstadt, einer der Pioniere im Bereich Mountainbikes                                                                                       | Trekkingräder und Mountainbikes sowie Renn- und Crossräder                                                                                             |
| Crossworxcycles   | Fahrradhersteller, gegründet 2019, mit Sitz in Rudolstadt. | Mountainbikes, E-Bikes, Gravel und Allmountain-Trailbikes.                                                                                             |
| Cube              | Fahrradhersteller, gegründet 1993, Sitz in Waldershof | Mountainbikes, Renn-, Cross-, Gravel-, Trekkingräder sowie E-Bikes                                                                                     |
| Diamant           | Fahrradhersteller, gegründet 1885, mit Sitz in Hartmannsdorf (bei Chemnitz), älteste deutsche Fahrradmarke                                                                                 | Elektrofahrräder, City-, Urban- und Retro Bikes, Trekkingräder                                                                                         |
| E-Velo-Cabrio     | Fahrradhersteller, gegründet 2023, mit Sitz in Bad Homburg | Elektrolastenräder mit Cabrio Deck |
| Geos              | Hersteller von E-Bikes mit Stahlrahmen und geteiltem Akku, Berlin | Urban, Gravel, Touren |
| Ghost             | Fahrradhersteller gegründet im Jahr 1993, mit Sitz in Waldsassen. | Mountainbikes, Rennräder, Trekking- und E-Bikes sowie urbane Modelle                                                                                   |
| KOCMO Titan-Bikes | Fahrradhersteller mit Sitz in Stahnsdorf bei Berlin, spezialisiert auf Titan-Fahrräder auf Maß                                                                                             | Mountainbikes, Rennräder, Gravel-, Cross-, Trekking- sowie Urban Bikes                                                                                 |
| LeichtLast        | Lastenfahrradhersteller aus Leipzig, gegründet 2016 | (E-)Lastenräder aus Carbon für Kinder, Hunde und sonstige Ladungen, teilbar                                                                            |
| NANSCO            | Fahrrad- und E-Bike-Hersteller aus Willich in NRW | Pedelecs. |
| Propain Bikes     | Fahrradhersteller mit Sitz in Vogt im Allgäu, Baden-Württemberg | Mountainbikes (All Mountain/Trail, Enduro, Freeride, Downhill, Dirtjump, E-Bike)                                                                       |
| Rocket Bikes      | Fahrrad-, E-Bike- und Zubehör-Hersteller aus Weilheim in Bayern | City-, Trekking-, Retrofahrräder (Rahmen von Reynolds) und Pedelecs sowie Mountainbikes                                                                |
| Rose Bikes        | Fahrradhersteller und Händler, Sitz in Bocholt, NRW. | Mountainbikes (All Mountain, Enduro, Downhill, Dirtjump, Trekking, Urban, Triathlon, Rennrad)                                                          |
| Sour Bikes        | Fahrradhersteller mit Sitz in Dresden | Mountainbikes |
| Tout Terrain      | Fahrradhersteller mit Sitz in Gundelfingen, Baden-Württemberg | Expeditionsräder (Reiseräder), X.Over (Bikepacking / Mountainbikes, Gravelräder) Trekkingräder, Urban- / Cityräder, E-Bikes, Cargo- und Kinderanhänger |
| Velo de Ville     | Hersteller von individuell nach Kundenwunsch in Auftrag gegebenen Fahrrädern mit Sitz in Altenberge                                                                                        | Jugend-, City-, Trekking-, Reise-, Cross-, Sport- und Elektroräder                                                                                     |
| YT Industries     | Fahrradhersteller mit Sitz in Forchheim, Oberfranken | Mountainbikes (All Mountain, Enduro, Downhill, Dirtjump)                                                                                               |
| Velo Lab          | Fahrradhersteller mit Sitz in Bremen | Lastenräder, Gravel Bikes und Cityräder (Rahmen produziert in Bremen)                                                                                  |
| URWAHN Bikes      | Die Urwahn Engineering GmbH ist ein Fahrradmanufaktur aus Magdeburg und fertigt 3D-gedruckte (E-)Bikes an. Der 3D-gedruckte Stahlrahmen wird ausschließlich nur in Deutschland produziert. | Urban (E-)Bikes, Gravel (E-)Bikes, Road (E-)Bikes |

#### Weitere Fahrradhersteller (ohne Anmerkungen)
| - Cheetah - Cinelli Bikes - Cobra - Coboc - Cocoon - Contoura - Corratec - Cito (1896-ca. 1922) - Corona (1891–1932) - Cresta - Crossworx Cycles - Cucuma - Cyclecraft - Cyclewolf - Cyclomanix - Dalliegerad - Dancelli (1980er) - Definder Cycle Manufaktur - Devil - DoubleDragon Bikes - Dragonfly - Draisin - Druxs - Drössiger - Düll - Dürkopp - Duo Bike - Easy Rider - Egon Rahe - Electrolyte - Elom - Elfa / Impulsa - EMANON - EMRG - Endorfin - Enik - Epple - Express - Faggin - Falke - Falkenjagd - Falter - Fatmodul - Fischer - Fixie Inc. - Fleiner - Flitz Bike - Flux - Focus - Frank Bikes - Frosch Rad - Frischauf - Fxx Cycles - Gaastra - Garage 271 - German A - Germans Cycles - Geier (ca. 1910–1968) - Gmp - Gobax - Gold-Rad (1892–1998) | - Göricke (1874–1964) - Grace - Gudereit - Guylaine - Handybike - Hase Bikes - Hartje - Hero Cycles - Hope - Hawk - Hekla Bikes - Herkelmann - Hot Chili - HP Velotechnik - Idworx - Inchuan - Indienrad - Jaguar - Jakel - Jan Ullrich Bikes - Juchem - Jungherz - Kalkhoff - Kania - Katarga - Kemper - Kenhill - Kettler (1949–2019) - KHEbikes - Kondor (1809er-1902) - Koch Bikes - Kokua - Kotter (1983–2001) - Krabo - Kreidler - Kynast - Langenberg.bike - Last - Leafcycles - Lakes - Lehmkuhl - Lightweight - Leiba - Liteville - Liing - Marschall - Maxcycles - Maxx - Mars (1873–1958) - Merida Bikes - Mercedes-Benz - Miele - MIFA (1907–2020) - Mini - Möve (1897–1961) - Mondello - Morrison - Muli Cycles - Müsing - Nicolai | - Nishiki - Nöll - Nordwind - Norwid - Nox - NSU - Olympus - Onooka Industries\|Onooka - Opel - Opus - Orange Mountain Bikes - Panther (1896–2014) - Pakka - Passat - Patria WKC - Pearl - Pedalpower - Pedersen - Pepper - Peter Green - Peugeot - Pichlerrad - Poison - Porsche - Proceed - Prophete - Presto (1897–1927) - PUKY - Pulcro - Quantec - Quitmann - Quix - Rabbit - Rabeneick (1930–1960) - Radius - Radnabel - Retovelo - Reichmann Engineering - Rennstahl - Reuber Bike - Rheinfels - Richi - Riese und Müller - Rixe (1922–1985, 1998–2021) - Roberts - Robur-Werke (1946–1991) - Roots - Rose - Rotor - Rotwild - Rowona - Ruff Cycles - Ruhrwerk - Saliko - Schauff - Schindelhauer - Seidel & Naumann (1868–1992) - Simplon - Simson - Sinovelo | - Smart - Snake Bikes - Snake Rides - Soil - Solid - Staiger - Steppenwolf - Steinbock - Stevens Bikes - Stoewer (1858–1945) - Storck - Subtil Bikes - Superior - Sushi Bikes - Technium - Texo - Thorax Fahrzeugentwicklung - Tout Terrain - Toxy Liegerad - Torpedo (1896–1967) - Traix - Trenga De - Trento - Trimobil - Trenoli - Tripad (1924–1973) - Tripendo - Troytec - Turnier - Urban E - URWAHN - Utopia - Vaterland (1906–2007) - Velfon - Veloform Media - Velomobiles - Velotraum - Victoria (1886–1958) - Vital Bike - Voitl - Volt - Voss Spezialrad - Votec - Votum - VPACE - VSF Fahrradmanufaktur - VW Volkswagen - Walter - Wanderer (1885–2010) - Wiesmann - Wildsau - Winora - Work Bikes - Wulfhorst - X 4U - Xyrion - Zonenschein - Zweydingers - Zweirad Einkaufs Genossenschaft |

### Frankreich
| - Ailloud - Albatros - Alcyon - AS - Aurore - Barrière - Bobrie - Bonneville - Commencal - Corre - Cottereau | - De la Chapelle - Dombret & Jussy - Dupressoir - Excelsior - Foucher et Delachanal - Gignoux - Gitane - Guerry et Bourguignon - Hurtu - Jeanperrin - La Française-Diamant | - La Guerrière - Lapierre - Larroumet et Lagarde - Liberia - Look - Lunant - Malicet & Blin - Matra - Métropolitaine - Mochet - Motobécane | - Ninon - Parisienne - Peugeot (ältester frz. Fahrradhersteller) - Roussey - Schaudel - Sunn - Time - Touricyclette - Vallée - Vitus - Vinot & Deguingand |

### Italien

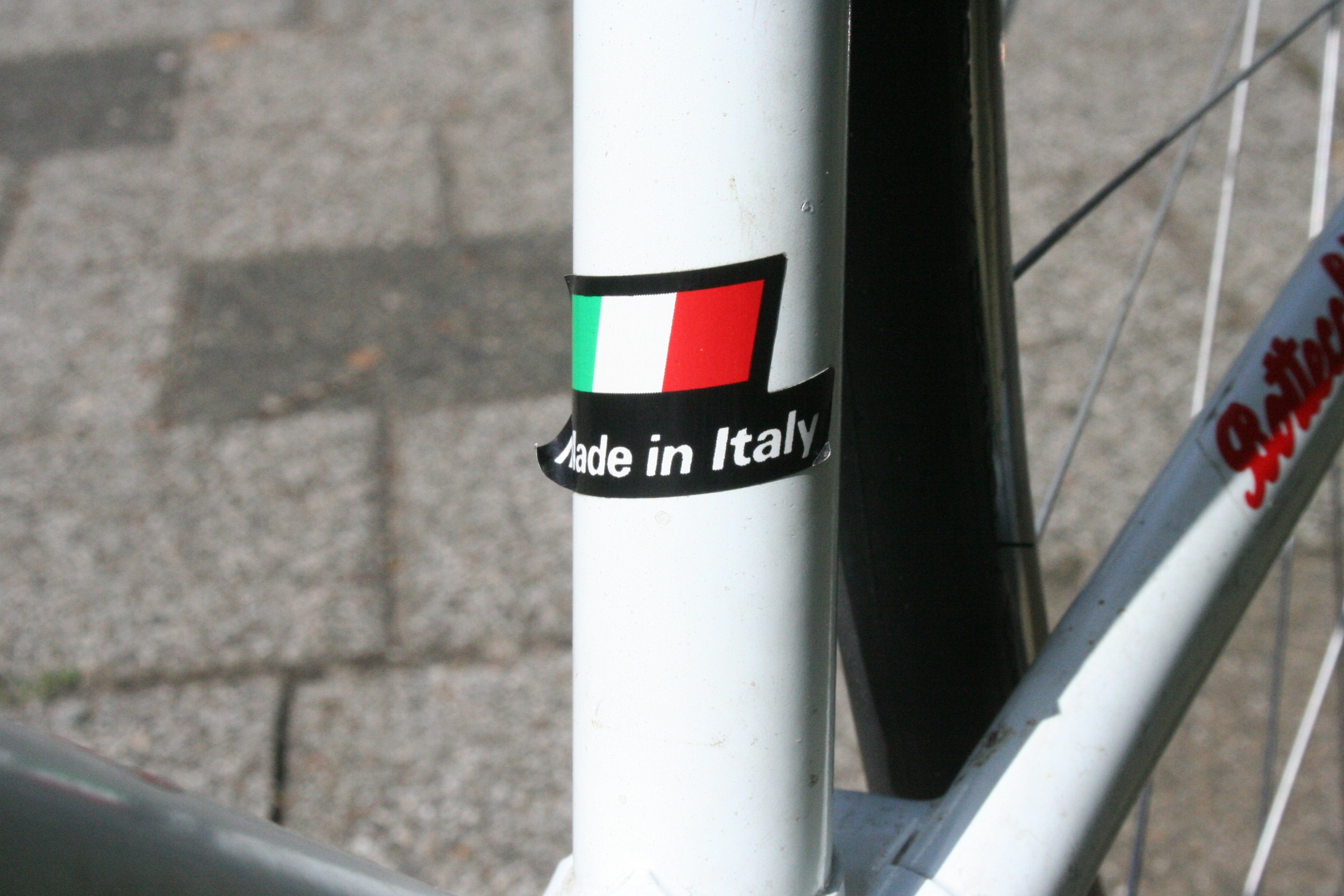
Made in Italy-Sticker an einem Bottecchia Rad

| - ALAN - Atala - Bartali - Basso - Battaglin - Benotto - Bianchi - Bottecchia - Carrera Podium | - Casati - C.B.T. Italia - Chesini - Cipollini - Cinelli - Ciöcc - Collina - Colnago - De Rosa - Faggin | - Fausto Coppi - Fondriest - Garelli - Gianni Motta - Gios - Guerciotti - Kuota - Legnano - Masi | - Cicli Moser - Noko - Olmo - Olympia - Pelizzoli - Picchio - Pinarello - Pogliaghi - Prinetti & Stucchi | - Romani - Rossin - Tommasini - Tecnobike - Vicini - Wilier - Zullo |

### Japan
- Bridgestone Cycle
- Fuji Bikes
- Kuwahara
- Lotus
- Miyata
- Nishiki
- Panasonic

### Niederlande

#### Ehemalige Fahrradhersteller
| Hersteller   | Anmerkungen |
| ------------ | --- |
| Bingham      | Ehemaliger Hersteller von Fahrrädern, Motorrädern und Automobilen, gegründet im Jahr 1871 und noch heute als Vermieter von Abdeckplanen aktiv.                                                                      |
| Burgers      | Ehemaliges Unternehmen, das von 1869 bis 1961 Fahrräder, Motorräder und Automobile produzierte. |
| Entrop       | Ehemalige Fahrrad- und Automarke, die von 1906 bis 1909 Fahrräder und Autos produzierte. |
| Eysink       | Ehemaliger Hersteller, der von 1897 bis 1956 Fahrräder, Motorräder und Automobile produzierte. |
| Hinde        | Ehemaliger Hersteller, der von 1888 bis 1938 Fahrräder, Motorräder und Automobile produzierte. |
| Simplex      | Ehemaliger Hersteller, der von 1887 bis 1965 Fahrräder, Motorräder und Automobile produzierte. Im Jahr 2000 veräußerte Gazelle die Namensrechte an ZEG. Dort werden wieder Fahrräder der Marke Simplex hergestellt. |
| Yankee-Style | Ehemaliger Hersteller und Importeur von Fahrrädern, Motorrädern und Automobilen, gegründet 1833. Im Jahr 1902 stellte das Unternehmen die Produktion ein.                                                           |
| Veltec       | Ehemaliger Fahrradhersteller, gegründet 1965. Meldete 2013 Insolvenz an. Später Marke. |

#### Fahrradhersteller (mit Anmerkungen)
| Hersteller                         | Anmerkungen | Fahrradtypen                                      |
| ---------------------------------- | --- | ------------------------------------------------- |
| Accell Group                       | Holding mit verschiedenen Produktionsstandorten |                                                   |
| Azor                               | Fahrradhersteller mit Sitz in Hoogeveen, der Fahrräder nach Kundenwunsch erstellt und montiert und diese international vertreibt. Gegründet wurde das Unternehmen im Jahr 1997 von J. Rijkeboer. |                                                   |
| B1 Bikes – Beone Bikes             | Fahrradhersteller, der 1997 aus der von Batavus gehaltenen Marke One Bikes Be hervorging. | Rennräder, Mountain- und E-Bikes.                 |
| Babboe                             | Fahrradhersteller mit Sitz in Amersfoort. Gegründet im Jahr 2006. | Lastenfahrräder                                   |
| Batavus                            | Einer der größten Fahrradhersteller der Niederlande mit Sitz in Heerenveen. Gegründet im Jahr 1904.                                                                                              |                                                   |
| Beixo                              | Hersteller von Fahrrädern mit Kardanantrieb mit Sitz in De Bilt. Gegründet im Jahr 2005. |                                                   |
| Dracat                             | Importeur und Großhändler von Produkten für Fahrräder mit eigener Montage, Firmensitz in Zaandam. Gegründet im Jahr 1994.                                                                        |                                                   |
| Gazelle                            | Fahrradhersteller mit Sitz in Dieren. Gegründet im Jahr 1892. | Hollandfahrräder, Trekkingräder, Elektrofahrräder |
| Isaac                              | Fahrradhersteller mit Sitz in Geleen. Gegründet im Jahr 2001. |                                                   |
| Jan Janssen                        | Fahrradhersteller mit Sitz in Hoogerheide, gegründet im Jahr 1972 vom ehemaligen Radrennfahrer Jan Janssen.                                                                                      |                                                   |
| Koga                               | Fahrradhersteller mit Sitz in Heerenveen. Gegründet im Jahr 1974. |                                                   |
| Loekie                             | Hersteller von Kinder- und Jugendfahrrädern, der Accell Group zugehörig. |                                                   |
| Sensa                              | Fahrradmarke der Intersens B.V. Almelo. | Renn- und Trekkingräder, Mountainbikes.           |
| Vanmoof                            | Fahrradhersteller mit Sitz in Amsterdam, gegründet im Jahr 2009 von den Brüdern Taco und Ties Carlier.                                                                                           | Moderne E-Bikes                                   |
| Urban Arrow / Smart Urban Mobility | Hersteller aus Amsterdam, von Pon übernommen. | (Elektro-)Lastenfahrräder                         |

#### Weitere Fahrradhersteller (ohne Anmerkungen)
| - Cortina - Duell - Fietsfabriek - Optima | - Rainbow - Rih - Sandwichbikes - Santos Bikes | - Snel - Sparta - Tubus - Union | - Valutabike - Van Tuyl - Vision - Zephyr |

### Österreich
Die österreichischen Fahrradhersteller haben sich hauptsächlich auf den Bereich High-Tech-Räder, zum Teil mit Individualanfertigung spezialisiert. Der breite Massenmarkt wird mit Modellen aus Taiwan und anderen asiatischen Ländern bedient, die Räder werden teilweise aber noch in Österreich zusammengebaut.
- 1of1 (seit 2022) Sitz Mondsee
- Airstreeem
- Arizona Bike, Wien
- Assmann, Steiermark, historisch
- Bärenbikes
- eigl-bikes, Hollabrunn, Niederösterreich, seit 2019, Fahrradmanufaktur – handwerkliche Herstellung von maßgefertigten Mobilitätslösungen
- Geero
- Glanzrad, Wien, Retro-Look
- Greger, Wien, historisch
- HOTT Cyles[9]
- Hrinkow
- Junior, Steiermark, historisch
- Kästle, Vorarlberg, MTB, historisch
- KTM
- Kraftstoff
- Paris Maderna, Maderna Cycle Systems
- MY ESEL
- NOX Cycles
- Puch-Werke, Graz, 1899 bis 1934
- Rink
- RWC, Niederösterreich, historisch
- Simplon, Vorarlberg
- Steyr-Daimler-Puch, 1934 bis 1987, damals größter Fahrradproduzent in Österreich
- Steyr-Werke, Oberösterreich, 1894 bis 1934 vor 1926 Österreichische Waffenfabriks-Gesellschaft, Marke Waffenrad
- Styria-Werke, Graz, 1889 bis 1933
- Woom, Klosterneuburg, Laufräder, Kinderräder, Jugendräder, Rücktauschbörse

### Polen
| - Antidote Bikes - Arkus - Biobike - Black Math Bikes | - Duncon - Dartmoor - Efneo - Embassy | - Kross - Micano - NS Bikes - Rayon | - Romet - Rondo - Scout - Unibike - Zasada |

### Portugal
- A.J. Maias, Águeda
- Alubike, Oiã
- Easy Cycles
- Esmaltina, Sangalhos
- FJ Bikes
- GoldBike
- Incycles
- Interbike
- Light Mobie
- Lusorbea
- Motokit
- Orbita
- RGVS, Maia
- RodByke
- RTE, Vila Nova de Gaia
- Sangal, Aveiro
- SwiftCarbon Global
- Unibike
- Vieira &Graça

### Schweden
- Grimaldi Industri (verschiedene Marken)
- Kronan
- Monark
- Skeppshult

### Schweiz
Aufgrund des Binnenmarkteinflusses verlagerte sich die Schweizer Fahrradfertigung in andere EU-Länder (z. B. Deutschland, Österreich, Spanien, osteuropäische Länder).
Folgende Marken fertigen (schweißt / lötet) ihre Rahmen noch in der Schweiz: Aarios, Bedovelo, Dreier Cycles, Fahrradbau Stolz, Kolb, 47 Grad Nord.
Folgende Marken entwickeln und montieren ihre Fahrräder in der Schweiz (die Rahmen selbst werden überwiegend in China, Taiwan und Vietnam hergestellt): Cresta/Ibex, TDS, MTB Cycletech, UrbanRider und Price.
| - abloc - BMC - Cilo - Condor-Werke | - Cresta (Fahrradmarke) (zu Komenda) - Komenda AG - KRISTALL | - Scott Sports - Simpel - Stöckli | - Stromer - Sursee - Thömus - Tigra - Tour de Suisse Rad AG - Transalpes - UrbanRider - Villiger |

### Slowakei
- Kellys

### Spanien
- Hércules
- Mondraker
- Orbea (Alltagsräder bis Leistungssport)
- Zeus
- BH Bikes (MTB, Rennräder, Trithalonräder, Trekkingräder, Kinderräder, E-Bikes)
- Desiknio Cycles

### Südostasien
- Senan (Hongkong und VR China)

#### Taiwan
Taiwan ist der größte Fahrradexporteur der Welt und nach Indien und China der drittgrößte Hersteller. Die meisten hochwertigen Fahrradrahmen kommen aus Taiwan. Inzwischen lassen taiwanische Firmen selber in Vietnam, China und Laos fertigen.
- Giant, der weltgrößte Hersteller
- Merida

### Tschechien
- Apache bike
- AZUB BIKE
- 4ever
- Rock Machine
- Leader Fox
- Olpran
- Pells
- RB bikes
- Superior
- Festka
- Author bicycles
- Qayron Bike
- LEVIT

### USA und Kanada
| - Argon 18 - Cervélo - Cannondale - Felt Bicycles | - GT - Klein - Kona - Merlin | - Rocky Mountain Bicycles - Santa Cruz - Schwinn Bicycle Company | - Specialized - Trek - Intense Cycles |

### Vereinigtes Königreich
Aufgrund der frühen Industrialisierung war Großbritannien über lange Zeit führend in der Herstellung von Fahrrädern.

#### Aktuell
| - Brompton - BSA - Genesis | - Grose - Pashley - Raleigh | - Ribble Cycles - Frogbikes |

#### Ehemals
| - Allard - Bard - Century - Chinnock - Clarendon - Eadie | - Excelsior - Garrard - Grand National - Hetchins - Hillman - Marriott | - Miles - Osmond - Raglan - Regent - Royal Ensign - Royal Hereford | - Singer - St. Vincent - Sunbeam - Tavendale - Triumph - Utopian - Valkyrie |

### Weitere Herstellerländer

#### Australien und Neuseeland

##### Ehemals
| - Bullock - Campbell | - Innes - Lewis | - Phizackerley - Wood |

#### Kolumbien
- GW

#### Estland
- Ampler

#### Griechenland
- Ideal Bikes

#### Ehemaliges Österreich-Ungarn
- Čáslavia
- Laurin & Klement (Böhmen)
- Linser
- Reform
- Regent
- Rösler & Jauernig
- Torpedo

#### Russland
- Dux

#### Ehemalige Tschechoslowakei
- Achilles
- Orion
- Premier
- Favorit

## Einige wichtige Komponentenhersteller
Zu den Fahrradkomponentenherstellern gehören beispielsweise:

### Komponentenhersteller der weiteren Segmente
- Bohle: Bereifung der Marken Schwalbe und Impac
- Bontrager, gehört zu Trek (USA – Komponenten aller Fahrradtypen)
- Campagnolo (Italien – überwiegend Rennrad sowie Werkzeug, sämtliche Komponenten)
- DT Swiss (Schweiz – diverse Komponenten)
- Falcon Cycle-Parts (Taiwan – überwiegend Gangschaltungen)
- Fox Racing Shox (USA – Federgabeln, Dämpfer)
- LOOK (Frankreich – Rahmen, Pedale, Gabeln)
- Magenwirth Technologies (Deutschland – hydraulische Bremsen, Gabeln)
- Mavic (Frankreich – überwiegend Rennrad, Laufräder und Bekleidung)
- Pletscher (Schweiz – hochwertige Gepäckträger & Körbe mit System)
- RockShox (USA – Federgabeln, Dämpfer)
- Rohloff (Deutschland – 14-Gang-Nabenschaltung)
- Selle Royal (Italien – Sättel der Marken Selle Royal, LOOKIN, Fizik)
- Shimano (Japan – Massen- bis Profibereich, alle Fahrradtypen)
- SRAM (USA – Komponenten aller Fahrradtypen)
- Suntour (Japan – Federgabeln, Kurbelgarnituren)
- Ritchey